# ولادیمیر بختیرف
ولادیمیر میخایلوویچ بختیرف (روسی: Влади́мир Миха́йлович Бе́хтерев؛ IPA: [ˈbʲextʲɪrʲɪf]; انگلیسی: Vladimir Mikhailovich Bekhterev؛ ۲۴ ژانویهٔ ۱۸۵۷ – ۲۴ دسامبر ۱۹۲۷) یک روانپزشک برجسته، متخصص مغز و اعصاب، فیزیولوژیست، اهل روسیه بود. او بنیانگذار رفلکسولوژی و جهت پاتوشیکولوژیک در روسیه و بنیانگذار روانپزشکی سن پترزبورگ در ۱۹۰۷ است و به‌عنوان پدر روانشناسی عینی شناخته شده‌است. وی بیشتر به خاطر توجه به نقش هیپوکامپ در حافظه، مطالعه رفلکس‌ها و بیماری بختیرف شهرت دارد. علاوه بر این، وی به دلیل رقابت با ایوان پاولف در مورد مطالعه رفلکس‌های شرطی شناخته شده‌است.

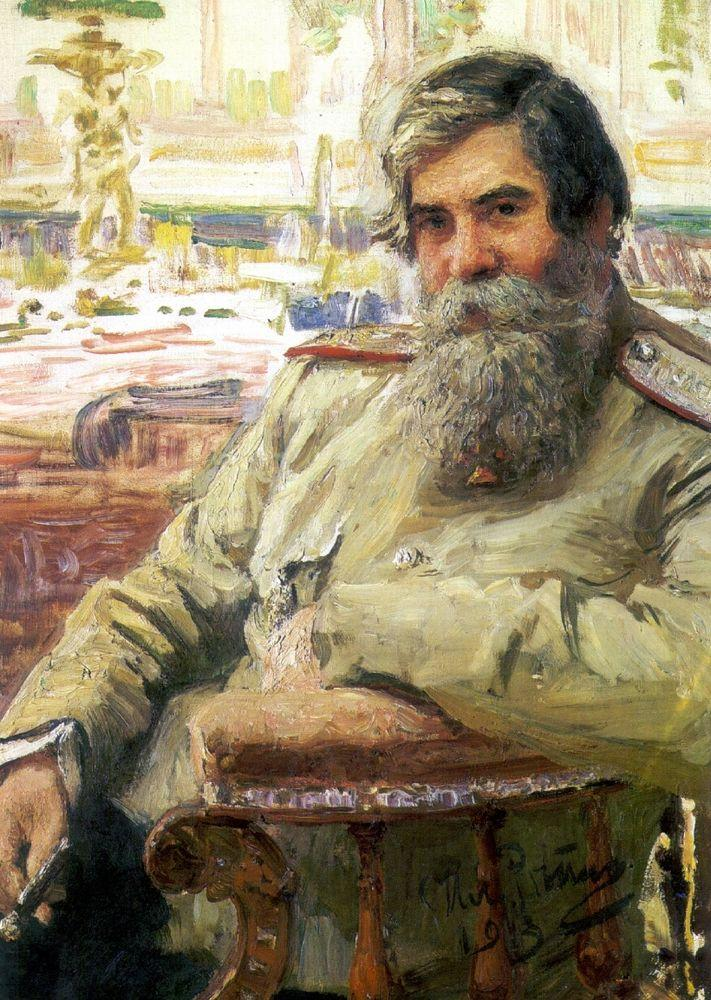
پرتره بختیرف توسط ایلیا رپین